# Къща на Коруджиев
Къщата на Коруджиев се намира на бул. „Богориди“ 24 в Бургас.
Архитект на сградата е Рикардо Тоскани. Тя е построена през 1920 г. за магазин и дом на търговеца с хранителни стоки Димитър Коруджиев. Къщата е с характерните за архитекта еркери и ъглово кубе с шпил.